# Proiphys cunninghamii
Proiphys cunninghamii är en amaryllisväxtart som först beskrevs av William Aiton och John Lindley, och fick sitt nu gällande namn av David John Mabberley. Proiphys cunninghamii ingår i släktet Proiphys och familjen amaryllisväxter. Inga underarter finns listade i Catalogue of Life.